# 오모리카이간역
오모리카이간역(일본어: 大森海岸駅、おおもりかいがんえき)은 도쿄도 시나가와구에 있는 철도역이다.

## 타는 곳
| 1 | ■ 게이큐 본선 | 게이큐 가마타·요코하마·가미오오카·우라가 방면 공항선 하네다 공항 제1·제2터미널 방면 즈시 선 즈시·하야마 방면 구리하마 선 게이큐 구리하마·미사키구치 방면                 |
| 2 | ■ 게이큐 본선 | 시나가와·센가쿠지 방면 ○ 도영 지하철 아사쿠사 선 니혼바시·아사쿠사·오시아게 방면 게이세이 선 다카사고·후나바시·나리타 공항 방면 후쿠소 선 신카마가야·인바 니혼 의대 방면 |

## 이용 현황
2008년 1일 평균승차인원 14,367명.

## 역세권 정보
- 국도 제15호선
- 도쿄 도 수도국

## 역사
- 1901년 2월 1일: 영업 개시.
- 1970년 12월 1일: 역 고가화.

## 인접역
| 게이힌 급행 전철 본선           | 게이힌 급행 전철 본선 | 게이힌 급행 전철 본선       |
| ------------------------------- | --------------------- | --------------------------- |
| KK06 다치아이가와 시나가와 방면 | ■ 보통                | KK08 헤이와지마 우라가 방면 |